# 陳彥廷 (IT BOYZ)
陳彥廷（1999年4月28日—），臺灣男演員，畢業於輔仁大學，2020年演出《女力報到－最佳拍檔》八點檔連續劇，2021年演出TVBS歡樂台《機智校園生活》校園偶像劇等戲劇作品而知名度大增。2024年演出Netflix、GagaOOLala《某某》偶像劇，在劇中飾演高天揚角色吸引不少粉絲關注。是台灣男子團體機智男孩 IT BOYZ成員之一。

## 影視作品

### 電視劇／網路劇
| 年份   | 頻道                | 劇名                    | 飾演   |
| 2020年 | TVBS歡樂台、中視    | 女力報到－最佳拍檔      | 游彥民 |
| 2020年 | TVBS歡樂台          | 女力報到－正好愛上你    | 游彥民 |
| 2020年 | TVBS歡樂台          | 女力報到－最美的約定    | 游彥民 |
| 2020年 | TVBS歡樂台          | 女力報到－好運到        | 游彥民 |
| 2021年 | TVBS歡樂台          | 女力報到－愛情公寓      | 游彥民 |
| 2021年 | TVBS歡樂台          | 機智校園生活            | 藍守為 |
| 2022年 | TVBS歡樂台          | 機智校園生活-青春萬歲   | 藍守為 |
| 2022年 | TVBS歡樂台          | 機智校園生活-必勝高三生 | 藍守為 |
| 2022年 | TVBS歡樂台          | 機智校園生活-青春向前衝 | 藍守為 |
| 2023年 | LINE TV、TVBS歡樂台 | 機智職場生活            | 藍守為 |
| 2023年 | Netflix             | 此時此刻                | 嘉誠   |
| 2024年 | Netflix、GagaOOLala | 某某                    | 高天揚 |
| 2025年 | TVBS歡樂台          | 舊金山美容院            |        |

### 電影
| 年份   | 劇名                     | 角色       | 導演   | 備註 |
| 2022年 | 我吃了那男孩一整年的早餐 | 游泳隊隊員 | 杜政哲 | 客串 |

## 音樂作品

### 單曲
| 年份   | 歌名               | 備註 |
| 2022年 | WAKE UP            | 《機智校園生活》主題曲 與鍾岳軒、林輝瑝、黃柏峰、王新凱、鄭豐毅、李星鏴、鄭芯恩、馮容潔、賴雅琪、孔令元、楊翹碩合唱。 |
| 2022年 | 想和你看五月的晚霞 | 翻唱陳華作品《想和你看五月的晚霞》 與賴雅琪合唱。                                                                     |

## 外部連結
- 陳彥廷的Facebook專頁
- 陳彥廷的Instagram帳戶
- TVBS 頂尖事務所 - 陳彥廷 （页面存档备份，存于）